# Béclométasone
La béclométasone est un glucocorticoïde.
On l'utilise :
- comme corticostéroïde à inhaler dans les BPCO et l'asthme.
- dans des préparations contre la rhinite allergique
- en tant que comprimés gastro-résistants à avaler dans le traitement de la rectocolite hémorragique active, sous le nom de Clipper 5 mg au Royaume-Uni, en Belgique et en Espagne.

## Posologie (adulte)
- 200 μg à 1 mg par jour en 2 prises
- 5 mg par jour pour la rectocolite hémorragique

## Divers
La béclométasone fait partie de la liste des médicaments essentiels de l'Organisation mondiale de la santé (liste mise à jour en avril 2013).